# Міський тунель (Карлсруе)

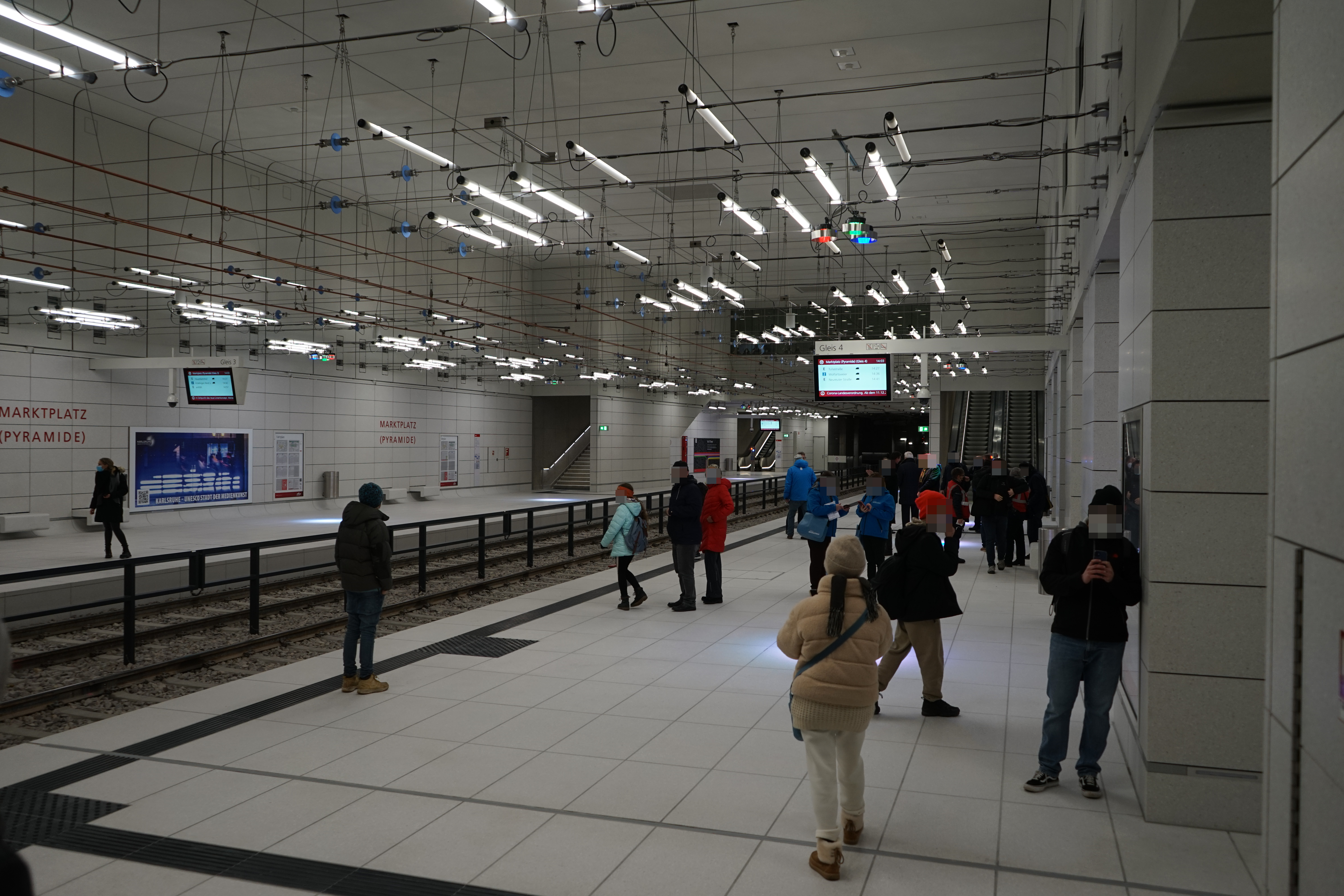
Зупинка Marktplatz в день введення в експлуатацію

Міський тунель Карлсруе (нім. Kombilösung) — проєкт розвитку трамвайної мережі міста Карлсруе. Є частиною масштабної реорганізації центральної частини міста, до складу якої входити такі проєкти:
- Трамвайний тунель під вулицею Кайзерштрассе з південним відгалуженням від Марктплатц до зупинки Аугартенштрассе;
- Трамвайні колії на вулиці Крігштрассе;
- Пішохідна зона на Кайзерштрассе між Європаплатц і Кроненплатц.

Тунель штадтбана відкрили у 2021 році, автомобільний – у 2022 році.

## Статистичні дані
- Розташування — Карлсруе, Німеччина
- Довжина — 2451 м (тунель схід-захід) + 891 м (південна гілка)
- Кількість підземних станцій — 7;
- Початок будівництва — 21 січня 2010;
- Завершення будівництва — 11 грудня 2021;
- Вартість будівництва — 1,5 млрд євро.[2]

## Підземні станції

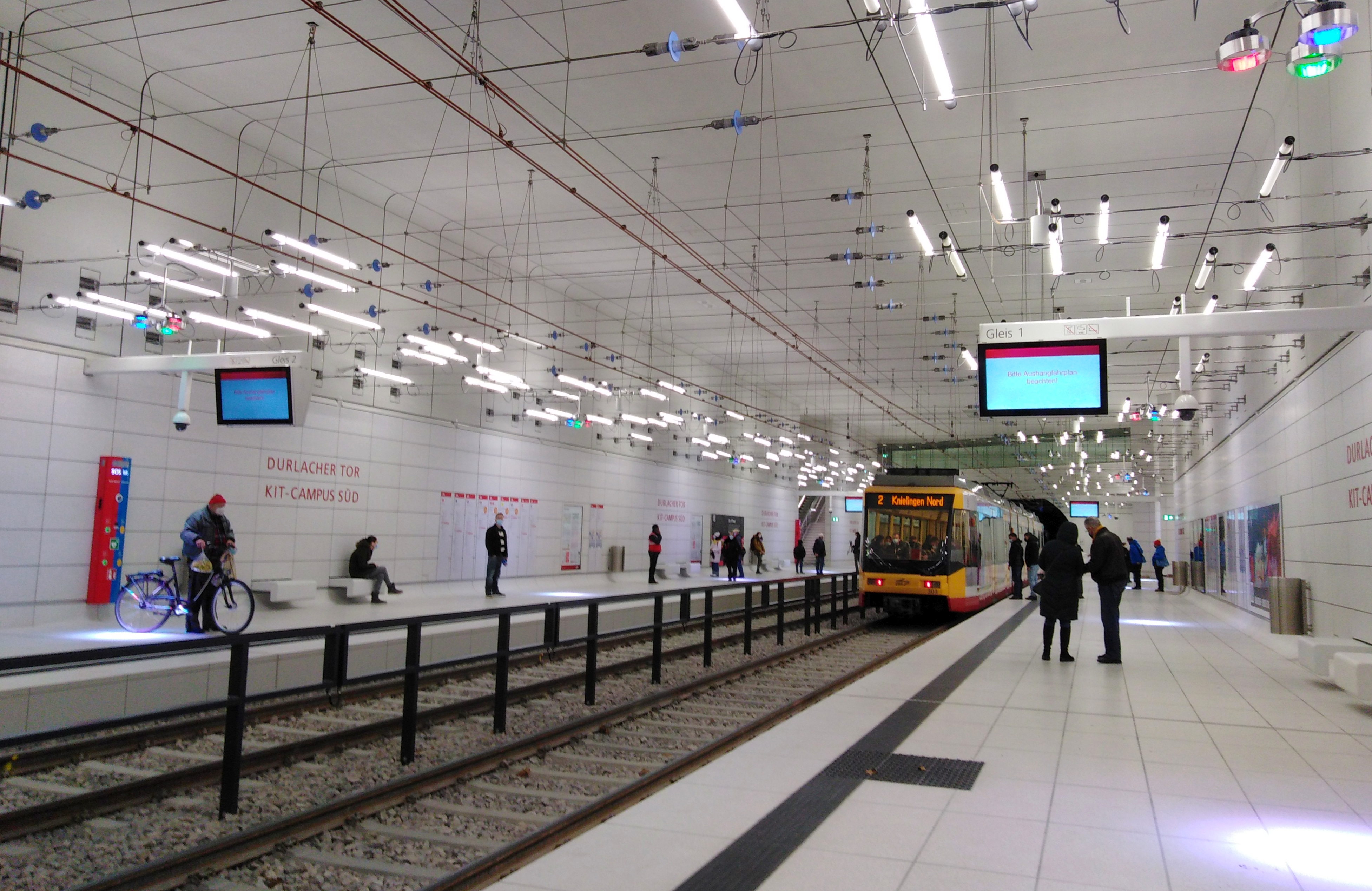
Підземна трамвайна зупинка Дурлахер-тор

Більшість підземних зупинок побудовано методом стіна в грунті з подальшою вибіркою ґрунту та влаштуванням накриття після попереднього дослідження на наявність вибухонебезпечних предметів. Спочатку всі бічні стіни планувалося зробити як буронабивні, але на деяких упорах використовували діафрагмові стіни.
Тунель розташований у Верхньорейнській рівнині, рифтовій долині, яка заповнена осадовими відкладеннями завтовшки 1000 м. Тому, на відміну від інших проєктів, стіни не можуть досягати твердих або хоча б водонепроникних шарів. Замість цього створюється тимчасова підлога методом струминного цементування, а її герметичність перевіряється випробуваннями прокачуванням. Нарешті, тимчасова підлога кріпиться, бетонується покриття та влаштовується фінішна поверхня.
Довжина підземних зупинок становить 100 м. Платформа поділена на секцію довжиною 80 м з висотою платформи 34 см для безбар'єрного доступу до низькопідлогових трамваїв та секцію довжиною 15 м з висотою платформи 55 см для безбар'єрного доступу до перших двох дверей середньопідлогових трамваїв на двосистемних лініях з рампою завдовжки 5 м між ними. Відповідно до BOStrab зупинки розраховані на здвоєні поїзди довжиною до 75 м. Один ліфт на платформу забезпечує безбар'єрний доступ.

## Тунелі
Східно-західний тунель побудований за допомогою прохідницького щита та є двоколійним. Стандартний переріз передбачає внутрішній діаметр 8,20 м з однокорпусною сегментною обшивкою товщиною 40 см. З урахуванням первинного стиснення зовнішній діаметр становить близько 9,3 м. Виміряний зсередини, верхній край рейки знаходиться на 2,60 м над основою або на 5,60 м нижче стелі тунелю. Міжцентрова відстань колії становить 3,05 м.
Буріння тунелю стартувало 26 жовтня 2014 року за допомогою тунелебурильної машини, яка отримала назву «Giulia» на підземній станції Дурлахер-тор і завершилося 7 вересня 2015 року.
Швидкість будівництва тунелю становило близько 10 метрів на день.

## Крігштрассе

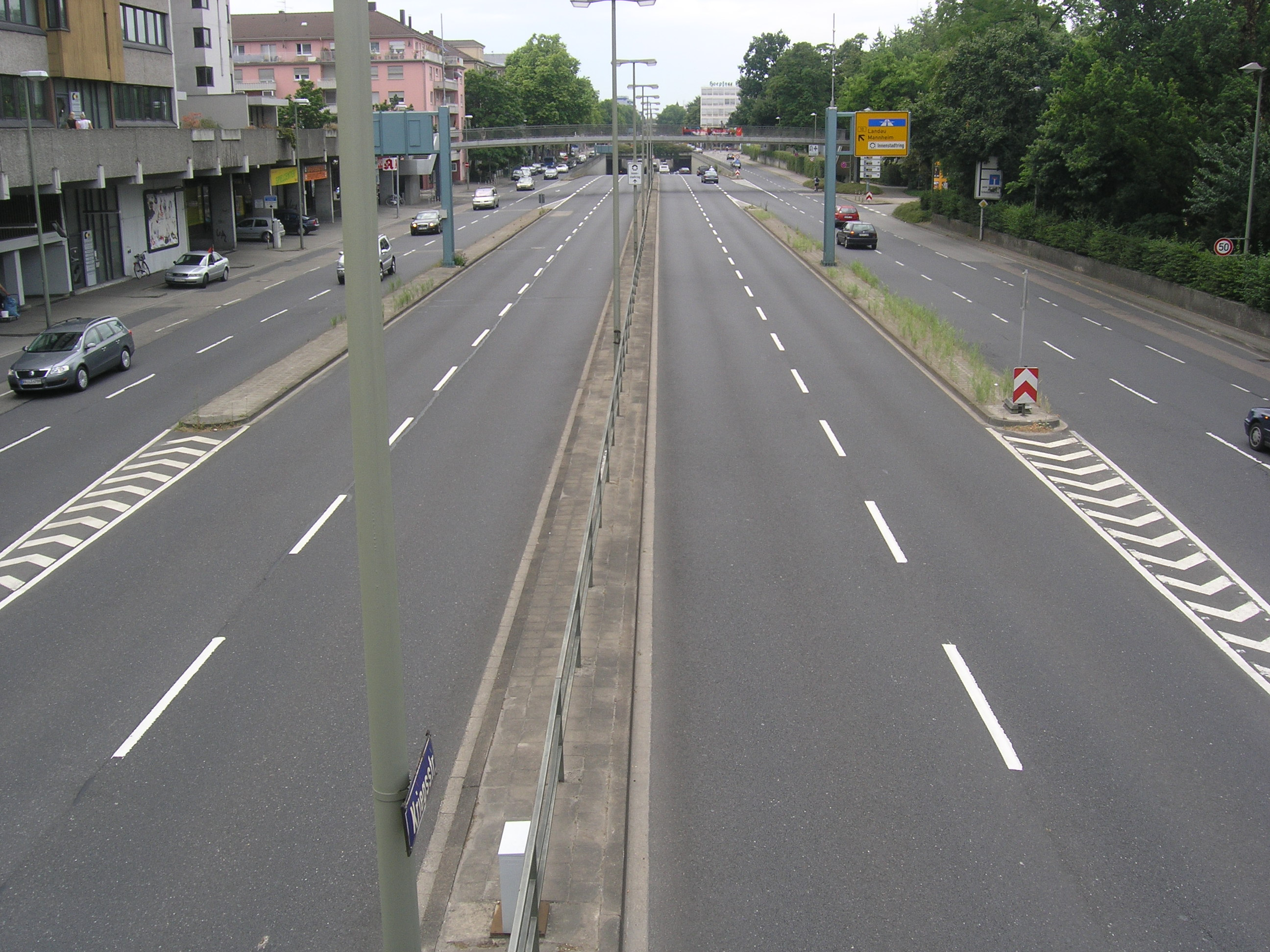
Вулиця Крігштрассе до реконструкції

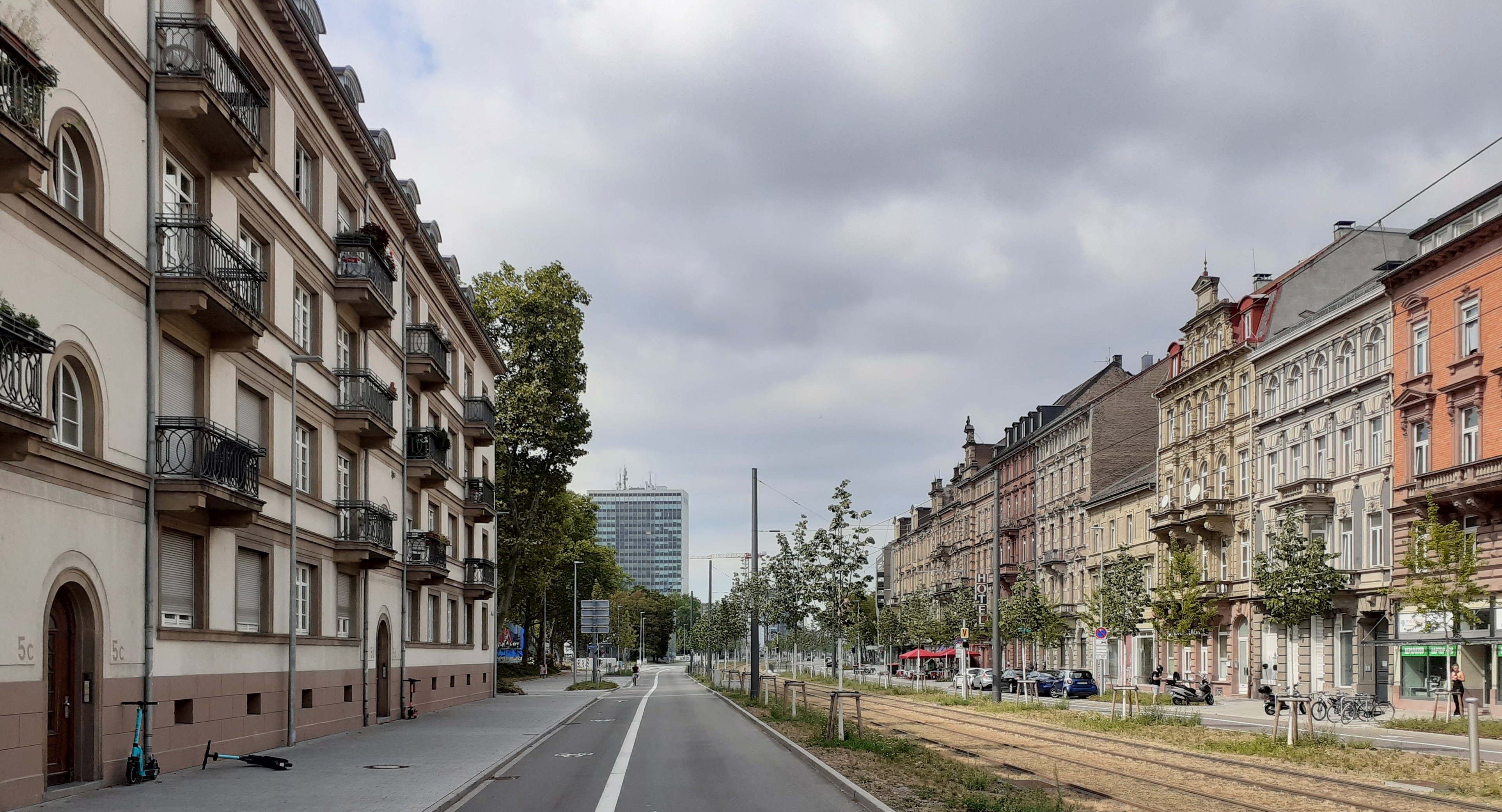
Вулиця Крігштрассе після реконструкції (серпень 2022)

Субпроект реконструкції вулиці Крігштрассе містить наступні складові:
- будівництво автомобільного тунелю під вулицею Крігштрассе;[7]
- ліквідація підземного переходу Еттлінген-тор;
- зменшення наземної проїзної частини;
- будівництво наземної трамвайної лінії з трьома зупинками.

Смуги руху мають ширину 3,50 м, рампи — 3,25 м, аварійні смуги — 2,00 м з односмуговою основною смугою, двосмугова основна смуга не матиме аварійної смуги. Крім того, є аварійні проходи шириною приблизно 1,45 м зліва та 1,00 м справа. Смуги розташовані приблизно на сім-дев'ять метрів нижче рельєфу.
Загальна протяжність автомобільного тунелю становить 1360 м (південна труба східний портал) і 1400 м (північна труба).

### Зміна планування вулиці
З моменту попередньої реконструкції в 1970-х роках вулиця була магістраллю безперервного руху з високим рівнем розділення транспортних потоків, без велоінфраструктури та з низькою якістю життя. На окремих ділянках кількість смуг руху сягала десяти у обох напрямках. Перетнути вулицю можна було лише надземними та підземними переходами. Лише у 2011 році на вулиці було облаштовано безбар'єрні наземні пішохідні переходи.
Метою проекту було перетворити магістраль на більш інклюзивний та збалансований простір з вищою якістю середовища. Засобами цього перетворення стали скорочення кількості смуг руху на поверхні до однієї на напрямок, влаштування велоінфраструктури, влаштування наземних пішохідних переходів, озеленення вулиці та прокладання трамвайної лінії.
Два пішохідні мости було знесено та замінено на переходи для пішоходів і велосипедистів.

### Трамвай
Причиною переобладнання Крігштрассе є надземна трамвайна лінія, яка доповнює тунель штадтбану. Вона з'єднана із трасою на Карлштрассе колійним трикутником.
Трамвайні зупинки влаштовані з платформами 75 м завдовжки і висотою 34 см.

## Витрати

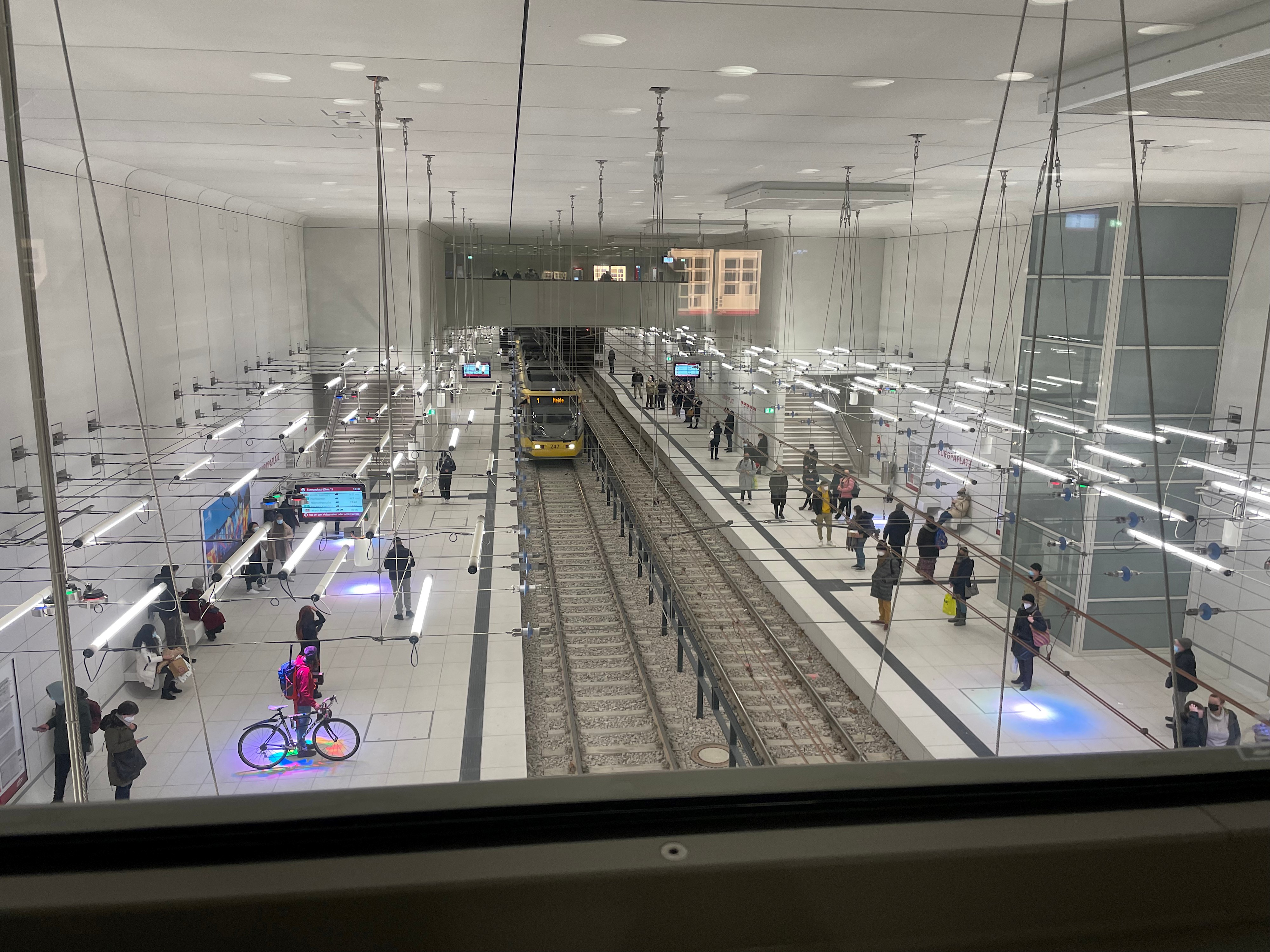
Станція Європа-Платц

Напередодні референдуму 2002 року загальні витрати передбачалися на рівні 380 мільйонів євро для трамвайного тунелю та 150 мільйонів євро для Крігштрассе, загалом 530 мільйонів євро, фінансованих федеральним урядом на 60 % і регіоном на 25 %, Внесок місцевої транспортної компанії мав становити 15 відсотків (57 мільйонів євро), які повинні були йти на будівництво трамвайного тунелю.
22 квітня 2020 року BNN повідомив про загальну вартість 1,5 мільярда євро. Це означає, що витрати на будівництво зросли в тричі порівняно з початковим планом витрат. Таким чином, власний внесок міста Карлсруе зріс майже до 600 мільйонів. Місто Карлсруе має отримати можливість погасити позику третьої сторони не раніше 2060 року.

## Історія

### Дослідження 1989 року

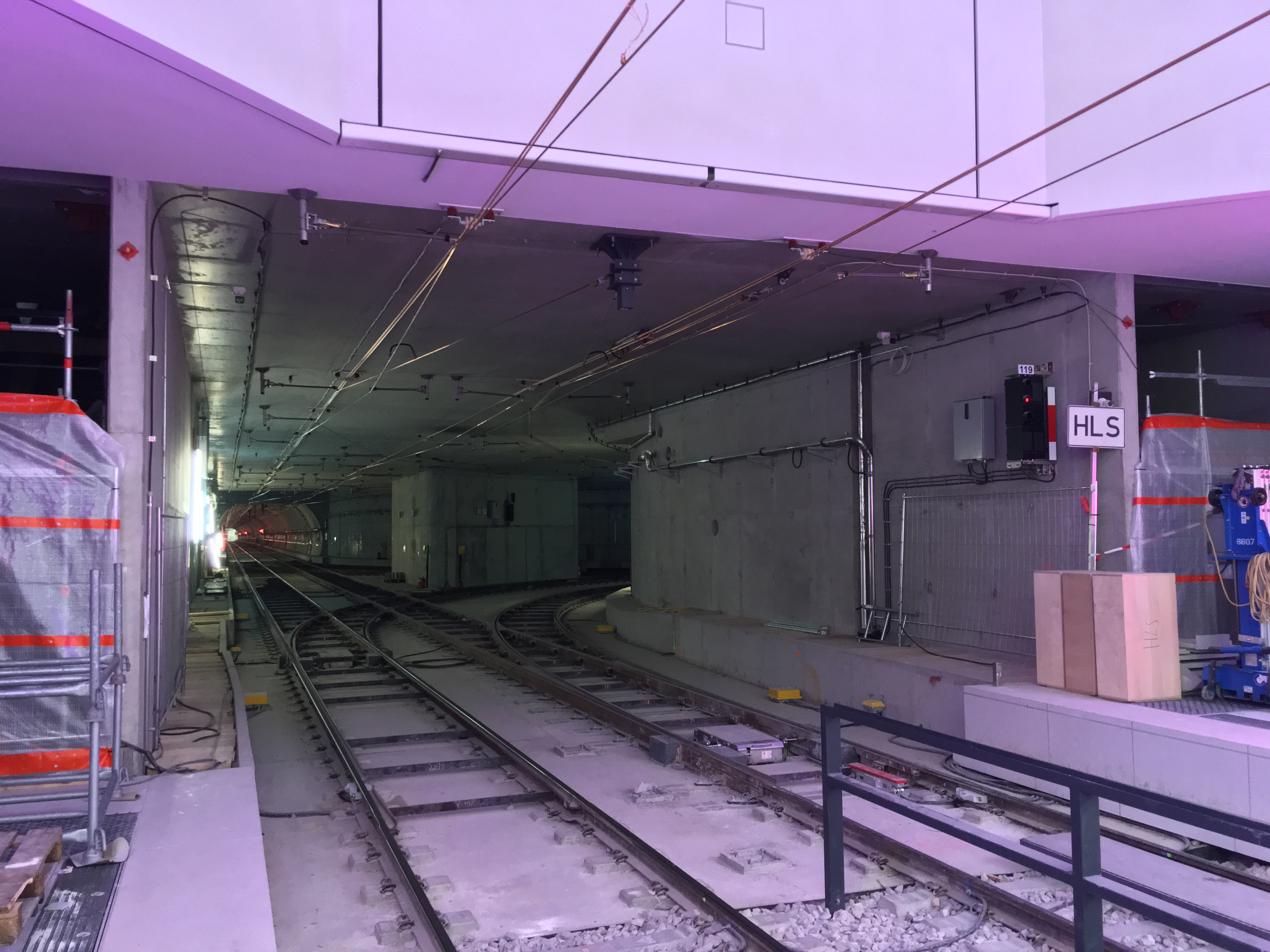
Трамвайне розгалуження на перехресті двох тунелів

У травні 1989 року місто представило дослідження під назвою «U-Strab у Карлсруе». На той час уже було вирішено розширити мережу штадтбану Карлсруе, включивши в регіон залізничні лінії на основі моделі Карлсруе, що означало, що в центрі міста очікується більше поїздів. У той же час довші потяги Stadtbahn більше заважали пішоходам під час перетину Кайзерштрассе, ніж старіші, коротші транспортні засоби.
У цьому дослідженні було розглянуто п'ять варіантів:

#### Варіант 1
Перенесення трамвайних колій у центрі міста під землю з чотириколійним тунелем в районі Кайзерштрассе.
Вартість будівництва від 580 (процес заморожування) до 630 (закрите будівництво) мільйонів DM, 11 років будівництва.
Оцінка: можливо

#### Варіант 2
Рішення з автобусним доповненням. Підземне прокладання регіональних ліній та заміна решти трамвайної мережі на автобусну.
Вартість будівництва 590 (процес заморожування) до 760 (прохідницький щит) мільйонів DM, 7 років будівництва.
Оцінка: не рекомендовано

#### Варіант 3
Рішення з розширенням трамвая. Прокладання регіональних ліній під землею та збереженням наявної трамвайної мережі на рівні землі.
Вартість будівництва від 490 німецьких марок (процес заморожування) до 660 німецьких марок (щитовий привід) мільйонів.
Оцінка: можливо і може бути рекомендовано як проміжний етап до варіанту 4.

#### Варіант 4
Повністю підземний варіант
Регіональні лінії проходять під землею, решта трамвайної мережі в центрі міста також під землею.
З підваріантами 4.1 з 4 рампами у центральній частині міста та 4.2 з 5 рампами за межами центру міста.
Вартість будівництва 1020 (4.1 щитовий привід), 790 (4.1 процес заморожування), 1030 (4.2 процес заморожування) або 1330 (4.2 щитовий привід) мільйонів DM: Оцінка: рекомендовано варіант 4.2, варіант 4.1 відхилено

#### Варіант 5
Регіональні поїзди у пішохідній зоні
Перенесення існуючої мережі в центрі міста під землю з двоколійним тунелем під Kaiserstraße.
Підваріанти 5.1. проїзд на місці в освітленому тунелі, 5.2 автоматична робота.
Вартість будівництва 200 (метод заморожування 5.1) до 220 (конструкція покриття 5.1) плюс 85 (5.2 автоматичний) мільйонів DM.
Оцінка: не рекомендовано

### Рішення про метро в 1996 році та перший референдум
Хоча дві основні групи, ХДС і СДПН, підтримали план, менші партії та асоціації критикували його. На думку деяких критиків, у тому числі FDP, планування зайшло недостатньо далеко, оскільки воно не передбачає створення пішохідної зони без трамваїв. Зокрема, великі потяги на лініях S1/S11 і S4 продовжать курсувати там. Інші критикували високу вартість тунелю, ризики для безпеки, більш громіздкий доступ до залізниці, глибину платформ та експлуатаційну негнучкість тунелю.
Тому серед критиків була заснована ініціатива «Stop den Stadtbahn Tunnel» і, згідно з рішенням муніципальної ради від 14 травня 1996 року, була розпочата громадська ініціатива. У встановлені законом терміни було зібрано необхідну кількість підписів у 24 тисячі, щоб провести референдум. Однак явка на референдумі склала лише 30 % і він не набрав необхідного кворуму.

### Місто 2015 і другий референдум
Після низки обговорень другий референдум був запланований на вересень 2002 року.
Визначено також питання референдуму: Чи підтримуєте ви реалізацію «комбінованого рішення», яке складається з наступних заходів:
- Підземний трамвайний рух на Кайзерштрассе з підземною південною гілкою на Марктплатц;
- Вільна від трамвайних колій пішохідна зона між Europaplatz і Kronenplatz;
- Перетворення Крігштрассе на дорожній тунель з наземними трамвайними коліями?

☐ ТАК ☐ НІ
Об'єднання не суперечливого перетворення Крігштрассе з суперечливим тунелюванням в одне питання також було об'єктом критики. Рішення було виконано 22 вересня 2002 року разом із виборами до Бундестагу 2002 року, що призвело до значно вищої явки, ніж на першому референдумі. Результатом було 55,55 % згоди.
Єдиної альтернативної концепції з боку опонентів не було. Зелені, VCD та громадянська ініціатива запропонували чотири альтернативних варіанти (три з них від планувальників приміського руху) з різними координаційними центрами.

### Планування
Компанія «Karlsruhe Rail Infrastructure Company» (KASIG) була заснована в травні 2003 року для планування та впровадження проекту. Незадовго до Різдва 2004 року вони подали заявку на фінансування GVFG. Було вирішено спланувати підпроект міського залізничного тунелю з процедурою затвердження плану та субпроект Кайзерштрассе з процедурою плану розвитку. 20 квітня 2005 року відбулася рання участь громадян в рамках процедури плану розвитку на Крігштрассе. Обидва плани були публічно доступні з 9 січня по 10 лютого 2006 року, заперечення можна було подати до 24 лютого 2006 року. Слухання щодо процедури затвердження плану відбулися з 16 по 18 травня 2006 року.
11 березня 2008 року муніципальна рада затвердила план розвитку Крігштрассе. Примітка про те, що рішення про порядок проектів слід залишити KASIG, викликала обурення, оскільки існував консенсус, що муніципальна рада вирішить це питання, що було зроблено 21 жовтня 2008 року. Рішення було прийнято на користь послідовності Stadtbahn tunnel — Kriegsstraße через транспортні та фінансові переваги та тому, що час будівництва буде на два роки коротшим, беручи до уваги рік 300-річчя міста з якомога меншою кількістю будівельних майданчиків.